# 巴甫利夫卡 (日托米爾區)
50°22′31″N 28°5′29″E / 50.37528°N 28.09139°E
巴甫利夫卡（烏克蘭語：Павлівка）是位於烏克蘭北部的村莊，由日托米爾州日托米爾區的庫爾內市鎮負責管轄。該村面積1.59平方公里，海拔高度228米，2001年人口342，人口密度每平方公里214.55人。